# Jean Leray
Pour les articles homonymes, voir Leray.
Jean Leray, né le 7 novembre 1906 à Chantenay-sur-Loire (Loire-Inférieure) et mort le 10 novembre 1998 à La Baule, est un mathématicien français qui a travaillé à la fois sur les équations aux dérivées partielles, la mécanique des fluides et sur la topologie algébrique.

## Biographie
Il passe sa jeunesse à Nantes et à Rennes, puis fait ses études à l'École normale supérieure et devient professeur à Nancy en 1936. Il effectue ses principaux travaux en topologie entre 1940 et 1945 alors qu'il est prisonnier de guerre en Autriche. Il organise dans le camp à Edelbach une université pour les prisonniers. Il introduit les idées radicalement nouvelles et très fécondes de suite spectrale et de faisceau. Ses idées sont reprises par d'autres pour devenir des outils importants en algèbre homologique. On lui doit une étude magistrale sur l'existence de solutions régulières des équations de Navier-Stokes sur un intervalle borné, dans laquelle il explique les difficultés (liées à la turbulence) rencontrées pour prouver l'existence d'une solution régulière définie sur l'ensemble de tous les réels positifs : le travail de Leray reste encore aujourd'hui une référence incontournable dans ce domaine, où les progrès notables, dus à Lars Onsager, n'ont été établis que dans le cas de la dimension 2.
Le mathématicien Alexandre Grothendieck l'aura, plus tard, identifié comme l'un de ces mathématiciens s'inscrivant dans la lignée des pionniers et des bâtisseurs, par opposition à la lignée des héritiers.
« Moi qui ne suis pas fort en histoire, si je devais donner des noms de mathématiciens dans cette lignée-là, il me vient spontanément ceux de Galois et de Riemann (au siècle dernier) et celui, de Hilbert (au début du présent siècle). Si j'en cherche un représentant parmi les aînés qui m'ont accueilli, à mes débuts dans le monde mathématique, c'est le nom de Jean Leray qui me vient avant tout autre, alors que mes contacts avec lui sont pourtant restés des plus épisodiques. »
Son épouse, née Marguerite Trumier, est décédée à La Baule le 6 mars 2003 à 93 ans.

## Distinctions
Il est professeur au Collège de France, où il occupe la chaire de théorie des équations différentielles et fonctionnelles de 1947 à 1978. Il est élu membre de l'Académie des sciences en 1953 et par la suite dans de nombreuses académies étrangères, dont l'Académie des sciences de Göttingen (1963), la National Academy of Sciences (1965), l'Académie des sciences d'URSS (1966) et la Royal Society (1983). Il reçoit de nombreuses distinctions, dont le prix Francœur en 1937, le prix Wolf en 1979, la Conférence von Neumann de la SIAM en 1962 et la médaille Lomonossov en 1988.